# هاغنباخ
هَغِنبَخ (بالألمانية: Hagenbach) (نقحرة: هاغنباخ) هي بلدة ألمانية تقع في ألمانيا في راينلند بالاتينات.  يقدر عدد سكانها بـ 5,393 نسمة .

## المدن التوأمة
مدينة Wiesentheid هي مدينة توأمة لـهاغنباخ.